# 다미에타주

다미에타주의 위치

다미에타주(영어: Damietta Governorate, 아랍어: دمياط)는 이집트 북부 나일강 삼각주에 있는 주로, 주도는 다미에타이다. 면적은 1,029km2이며, 인구는 953,430명(1999년)이다. 인구증가율은 2.09%다.

## 같이 보기
- 파리스크르 전투
- 다미에타